# Hottentotta penjabensis
Espèce
Synonymes
- Buthus alticola penjabensis Birula, 1897

Hottentotta penjabensis est une espèce de scorpions de la famille des Buthidae.

## Distribution
Cette espèce est endémique du Pakistan. Elle se rencontre au Pendjab et au Baloutchistan.
Sa présence en Inde est incertaine.

## Description
Hottentotta penjabensis mesure de 60 à 90 mm.

## Systématique et taxinomie
Cette espèce a été décrite sous le protonyme Buthus alticola penjabensis par Birula en 1897. Elle suit son espèce dans le genre Buthotus en 1949 puis dans le genre Hottentotta en 1985. Elle est élevée au rang d'espèce par Kovařík en 2007.

## Étymologie
Son nom d'espèce, composé de penjab et du suffixe latin -ensis, « qui vit dans, qui habite », lui a été donné en référence au lieu de sa découverte, le Pendjab.

## Publication originale
- Birula, 1897 : « Miscellanea scorpiologica. II. Zur Synonymie der russischen Skorpione. (Fortsetzung). » Annuaire du Musée Zoologique de l´Académie Impériale des Sciences de Saint-Pétersbourg, vol. 2, p. 377-391 (texte intégral).